# Basquetebol nos Jogos Pan-Americanos de 1995
A competição do basquetebol nos Jogos Pan-americanos de 1995 aconteceram em Mar Del Plata, Argentina.
Com seis participantes, A Argentina foi campeã pela primeira vez. E o torneio feminino não aconteceu, foi cancelado.

## Masculino

### Classificação final
| Posição | Time           | Partidas | PM : PS   |
| ------- | -------------- | -------- | --------- |
|         | Argentina      | 7 – 0    | 611 : 548 |
|         | Estados Unidos | 4 – 3    | 644 : 606 |
|         | Brasil         | 5 – 2    | 685 : 614 |
| 4.      | Uruguai        | 2 – 5    | 613 : 628 |
| 5.      | México         | 1 – 5    | 488 : 588 |
| 6.      | Porto Rico     | 1 – 5    | 505 : 562 |